# Drágcséke község
Drágcséke község (románul: Comuna Drăgești) község Bihar megyében, Romániában. Központja Drágcséke, beosztott falvai Dékányos, Isztrákos, Tasádfő, Toposd.

## Népessége
A 2011-es népszámlálás adatai alapján a község népessége 2586 fő volt.